# Río Quitaracsa
Der Río Quitaracsa, alternative Schreibweise: Río Quitaracza, ist ein 47 km langer rechter Nebenfluss des Río Santa in West-Peru im Norden der Provinz Huaylas in der Region Ancash. Er durchquert den Norden der Cordillera Blanca in westlicher Richtung.

## Flusslauf
Der Río Quitaracsa hat seinen Ursprung in dem etwa 4650 m hoch gelegenen Bergsee Lago Quitaracsa an der Nordostflanke des 5947 m hohen vergletscherten Alpamayo. Er fließt anfangs nach Norden. Schon nach einem Kilometer liegt der Bergsee Lago Pucacocha am Flusslauf. Ab Flusskilometer 34 wendet sich der Río Quitaracsa nach Westen. Bei Flusskilometer 22 trifft der Río Racuay, der seinen Ursprung an der Ostflanke des 5735 m hohen vergletscherten Nevado Champará hat, von Norden auf den Fluss. Kurz darauf passiert dieser die am südlichen Flussufer gelegene Ortschaft Quitaracsa. Etwa 8 Kilometer oberhalb der Mündung befindet sich ein kleineres Speicherbecken am Flusslauf. Von diesem wird ein Großteil des Wassers zum unterirdisch gelegenen Wasserkraftwerk Quitaracsa abgeleitet und gelangt erst wieder 1300 m oberhalb der Mündung des Río Quitaracsa in den Río Santa in den Fluss zurück. Die Mündung befindet sich  einen Kilometer östlich des Distriktverwaltungszentrums Huallanca auf Höhe des Wasserkraftwerks Cañón del Pato.

## Einzugsgebiet
Der Río Quitaracsa entwässert ein Areal von etwa 385 km². Das Gebiet liegt fast vollständig im Distrikt Yuracmarca im Norden der Provinz Huaylas und zu einem sehr geringen Anteil im Distrikt Huallanca. Es erstreckt sich zwischen dem vergletscherten Bergmassiv des Nevado Champará im Norden und einem teils über 5000 m hohen Gebirgskamm im Süden. Am Südostrand des Einzugsgebietes liegen die vergletscherten Gipfel des Alpamayo und des 6046 m hohen Pucajirca. Das Einzugsgebiet des Río Quitaracsa grenzt im Westen an das des Río Santa, im Norden an das des Río Manta, im Nordosten an das des Río Chullín, rechter Quellfluss des Río Rupac, im Osten an das des Río Pomabamba, linker Quellfluss des Río Yanamayo, sowie im Süden an die Einzugsgebiete der Santa-Zuflüsse Quebrada Santa Cruz und Quebrada Los Cedros.